# ドナルド・セラーニ

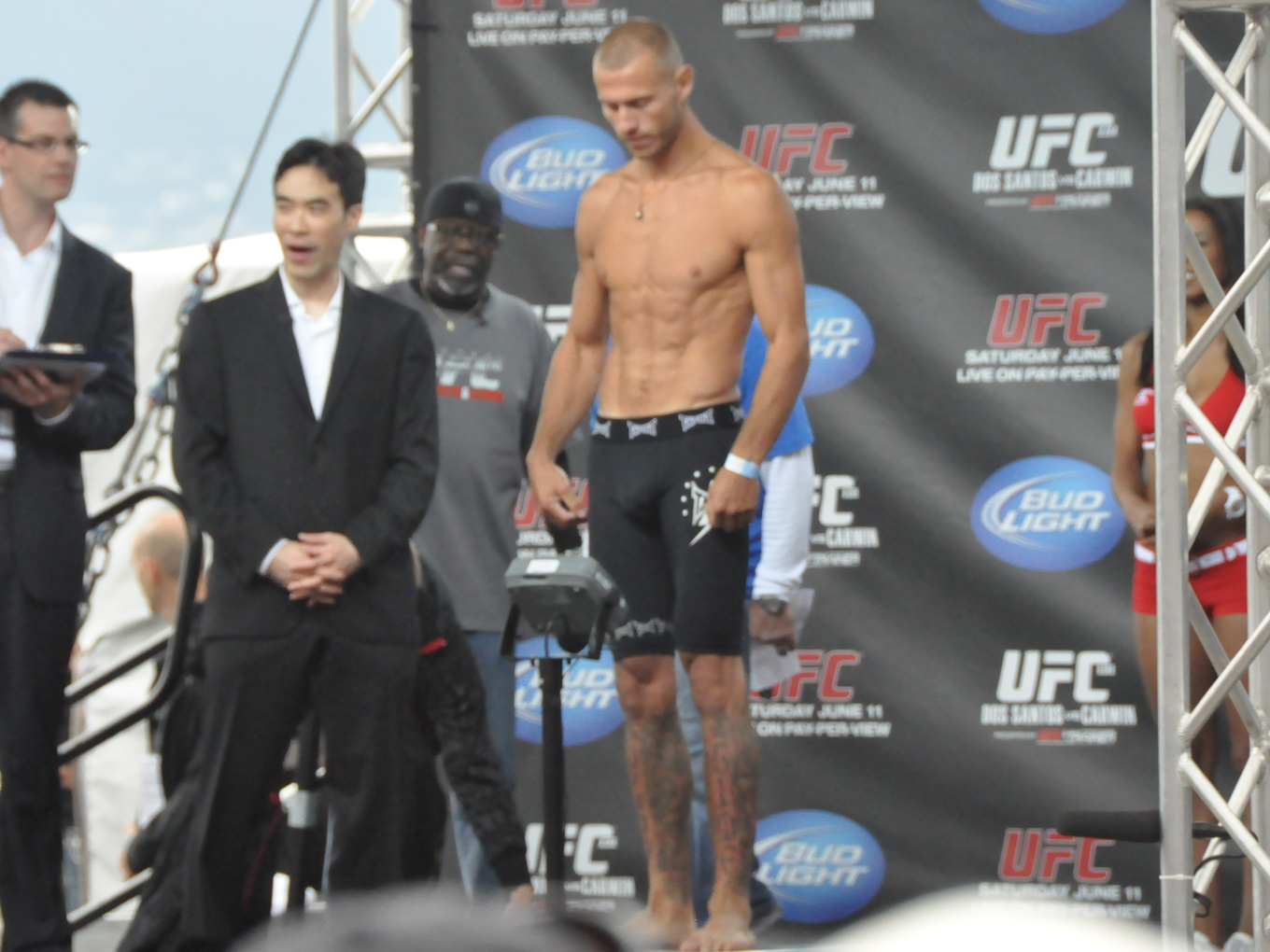
計量時のセラーニ

ドナルド・セラーニ（Donald Cerrone、1983年3月29日 - ）は、アメリカ合衆国の元男性総合格闘家。コロラド州デンバー出身。BMF・ランチ主宰。UFC殿堂入り。ドナルド・セローニとも表記される。
「カウボーイ」というニックネームの通り、入場時にはテンガロンハットを被っている。また入場曲もキッド・ロックの「Cowboy」を使用している。

## 来歴
エア・アカデミー高校時代にキックボクシングを始め、ムエタイではS1全米ライト級王座を獲得。キックボクシングの戦績は29戦28勝（19KO）1分けであった。総合格闘家になる以前はプロの暴れ牛乗り（ブルライダー）だった。
2006年2月11日、総合格闘技デビュー戦でネイト・モーアと対戦し、三角絞めで一本勝ちを収め初勝利を飾った。
2007年6月9日、CAGE FORCE 03で金原泰義と対戦し、三角絞めで一本勝ち。

### WEC
2007年9月5日、WEC初参戦となったWEC 30でケネス・アレクサンダーと対戦し、トライアングルネッククランクで一本勝ちを収めるも、試合後の薬物検査でヒドロクロロチアジドの陽性反応が検出されたため無効試合に変更された。
2008年6月1日、復帰戦となったWEC 34のダニー・カスティーリョ戦ではガードからの腕ひしぎ十字固めで一本勝ちを収めた。11月5日、WEC 36では元ライト級王者のロブ・マックローに3-0の判定勝ちを収めた。
2009年1月25日、WEC 38でジェイミー・ヴァーナーの持つ世界ライト級王座に挑戦、5Rに反則攻撃であるグラウンドでの膝蹴りを与えてしまったためヴァーナーが試合続行不可能となった。最終的にその時点までの判定が行われ、1-2の負傷判定負けを喫し王座獲得に失敗した。ファイト・オブ・ザ・ナイトを受賞した。その後、ヴァーナーが負傷により防衛戦を行えなかったことから、WEC 43の世界ライト級暫定王座決定戦でベン・ヘンダーソンと対戦。絞め技・関節技を積極的に狙うも、テイクダウンとポジショニングで優位に立たれ、0-3の判定負けを喫し王座獲得に失敗。ファイト・オブ・ザ・ナイトとスポーツ・イラストレイテッドのファイト・オブ・ザ・イヤーを受賞した。
2009年12月19日、WEC 45でエド・ラトクリフと対戦し、3Rにリアネイキドチョークで一本勝ち。ファイト・オブ・ザ・ナイトを受賞した。
2010年4月24日、WEC 48の世界ライト級タイトルマッチでベン・ヘンダーソンと再戦し、ギロチンチョークで一本負けを喫し王座獲得に失敗した。
2010年9月30日、WEC 51でジェイミー・ヴァーナーと再戦し、3-0の判定勝ち。ファイト・オブ・ザ・ナイトを受賞した。
2010年12月16日、WEC最終興行となったWEC 53でクリス・ホロデッキーと対戦し、三角絞めで一本勝ちを収めた。

### UFC

#### 2011年
2011年2月5日、WEC統合によりUFC初参戦となったUFC 126でポール・ケリーと対戦し、チョークスリーパーで一本勝ち。ファイト・オブ・ザ・ナイトを受賞した。
2011年8月14日、UFC Live: Hardy vs. Lytleでチャールズ・オリベイラと対戦し、パウンドで1RTKO勝ち。ノックアウト・オブ・ザ・ナイトを受賞した。
2011年10月29日、UFC 137でデニス・シヴァーと対戦し、リアネイキドチョークで1R一本勝ち。サブミッション・オブ・ザ・ナイトを受賞した。
2011年12月31日、UFC 141でネイト・ディアスと対戦。足払いで何度もディアスに尻もちをつかせるも、終始パンチを受け続けて0-3の判定負け。敗れはしたものの、ファイト・オブ・ザ・ナイトを受賞した。

#### 2012年
2012年8月11日、UFC 150で元同門で友人のメルヴィン・ギラードと対戦。序盤にギラードの左フックを受けてピンチに陥るも、直後に左ハイキックを効かせ、右ストレートで逆転の1RKO勝ち。ファイト・オブ・ザ・ナイトとノックアウト・オブ・ザ・ナイトを同時受賞した。

#### 2013年
2013年1月26日、UFC on FOX 6でアンソニー・ペティスと対戦。左ミドルキックをレバーに貰い、ダウンを喫した所にパウンドで1RTKO負け。
2013年8月28日、UFC Fight Night: Condit vs. Kampmann 2でライト級ランキング10位のハファエル・ドス・アンジョスと対戦し、右ストレートでダウンを奪われるなど劣勢となり、0-3の判定負け。
2013年11月16日、UFC 167でエヴァン・ダナムと対戦。スタンド、グラウンド共に終始圧倒し、最後は三角絞めで2R一本勝ち。サブミッション・オブ・ザ・ナイトを受賞した。

#### 2014年
2014年1月25日、UFC on FOX 10でアドリアーノ・マルチンスと対戦し、1R終盤に右ハイキックで失神KO勝ち。ノックアウト・オブ・ザ・ナイトを受賞した。
2014年4月19日、UFC on FOX 11にライト級ランキング12位のエジソン・バルボーザと対戦。試合開始早々から激しい打ち合いを繰り広げ、1R中盤に左ジャブでダウンを奪った直後にリアネイキドチョークを極めて一本勝ち。パフォーマンス・オブ・ザ・ナイトを受賞した。
2014年7月16日、UFC Fight Night: Cowboy vs. Millerでライト級ランキング7位のジム・ミラーと対戦。序盤はミラーの様子を見る展開となったものの、2Rに右ハイキックでKO勝ち。パフォーマンス・オブ・ザ・ナイトを受賞した。
2014年9月27日、UFC 178でライト級ランキング14位の元Bellatorライト級王者エディ・アルバレスと対戦。1Rにアルバレスの右フック連打で足が止まったものの、2R以降は中間距離からの打撃を効かせ続け、再三放ったローキックでダメージを蓄積させると、3Rにはローキックでダウンを奪うなど圧倒して3-0の判定勝ち。

#### 2015年
2015年1月3日、UFC 182でライト級ランキング8位のマイルズ・ジュリーと対戦。1Rは引き込んでオモプラッタからの三角絞めで攻め、2Rと3Rは打撃で優位に立ち続け、3-0の判定勝ち。ジュリーにプロ初黒星をつけた。
2015年1月18日、UFC Fight Night: McGregor vs. Siverでライト級ランキング5位のベン・ヘンダーソンと対戦し、3-0の判定勝ちを収め、約4年半越しのリベンジを果たした。ジュリー戦からわずか15日後の連戦となった。
2015年5月23日、UFC 187でジョン・マクデッシと対戦し、2Rにセラーニの左ハイキックでマクデッシが顎を負傷し、ギブアップしたためセラーニのTKO勝ちとなった。当初は同大会でハビブ・ヌルマゴメドフと対戦予定であったが、ヌルマゴメドフが膝の負傷で欠場したため、代役のマクデッシと対戦することとなった。
2015年12月19日、UFC on FOX 17のUFC世界ライト級タイトルマッチで王者ハファエル・ドス・アンジョスに挑戦。序盤に左ミドルキックからのパンチ連打で圧力をかけられ、苦し紛れのタックルを切られた所にパウンドで1RTKO負けを喫し、王座獲得に失敗した。UFC19戦目にして初めてのタイトル挑戦となった。

#### 2016年
2016年2月21日、ウェルター級転向初戦となったUFC Fight Night: Cowboy vs. Cowboyでアレックス・オリベイラと対戦。1R序盤にテイクダウンを奪い、マウントから三角絞めに移行し一本勝ち。パフォーマンス・オブ・ザ・ナイトを受賞した。
2016年6月18日、UFC Fight Night: MacDonald vs. Thompsonでパトリック・コーテと対戦し、3Rに右フックでダウンを奪い、パウンドでTKO勝ち。パフォーマンス・オブ・ザ・ナイトを受賞した。
2016年8月20日、UFC 202でウェルター級ランキング9位のリック・ストーリーと対戦し、左ストレートから右ボディストレート、続いて左ショートフックから最後は右ハイキックに繋ぐ華麗な4連続のコンビネーションを決め、フラつくストーリを金網際に追い詰めパンチの連打と膝蹴りでダウンを奪い、パウンドで追撃して2RTKO勝ち。3試合連続のパフォーマンス・オブ・ザ・ナイトを受賞した。
2016年12月10日、UFC 206でウェルター級ランキング14位のマット・ブラウンと対戦し、2Rに右フックでダウンを奪われるも、3Rに左ハイキックで失神KO勝ち。

#### 2017年
2017年1月28日、UFC on FOX 23でウェルター級ランキング12位のホルヘ・マスヴィダルと対戦。1R終盤にパンチ連打でダウンを奪われパウンドでKO負け寸前に追い込まれるなど苦戦し、最後は右フックでダウンを喫し立ち上がった所にスタンドパンチ連打で2RTKO負け。ウェルター級転向後の連勝は4でストップした。
2017年7月29日、UFC 214でウェルター級ランキング3位のロビー・ローラーと対戦し、0-3の判定負け。自身初の連敗となった。
2017年10月21日、UFC Fight Night: Cowboy vs. Tillでダレン・ティルと対戦し、1R終盤にパンチ連打からのパウンドでTKO負け。3連敗となった。

#### 2018年
2018年2月18日、UFC Fight Night: Cowboy vs. Medeirosでウェルター級ランキング15位のヤンシー・メデイロスと対戦し、右ストレートでダウンを奪い、パウンドで1RTKO勝ち。
2018年6月23日、UFC Fight Night: Cowboy vs. Edwardsでウェルター級ランキング13位のレオン・エドワーズと対戦し、0-3の5R判定負け。
2018年11月10日、UFC Fight Night: Korean Zombie vs. Rodríguezでマイク・ペリーと対戦。スイープで上になるなどグラウンドの攻防で優位に立ち、腕ひしぎ逆十字固めで1R一本勝ち。パフォーマンス・オブ・ザ・ナイトを受賞した。

#### 2019年
2019年1月19日、ライト級復帰戦となったUFC Fight Night: Cejudo vs. Dillashawでライト級ランキング11位のアレクサンダー・ヘルナンデスと対戦し、右ハイキックでダウンを奪ってから追撃のパウンドで2RTKO勝ち。ファイト・オブ・ザ・ナイトとパフォーマンス・オブ・ザ・ナイトを同時受賞した。 
2019年5月4日、UFC Fight Night: Iaquinta vs. Cowboyでライト級ランキング4位のアル・アイアキンタと対戦。キレのある打撃で終始アイアキンタを圧倒し、3-0の5R判定勝ち。ファイト・オブ・ザ・ナイトを受賞した。
2019年6月8日、UFC 238でライト級ランキング2位のトニー・ファーガソンと対戦。一進一退の打撃戦を繰り広げたものの、2R終了後のインターバル中に鼻をかんだことが原因で、ダメージを受けていた右目の周辺が腫れ上がってしまったためドクターストップでTKO負け。敗れはしたものの、3試合連続のファイト・オブ・ザ・ナイトを受賞した。
2019年9月14日、UFC Fight Night: Cowboy vs. Gaethjeでライト級ランキング5位のジャスティン・ゲイジーと対戦。1R終盤に右フックでダウンを奪われ、立ち上がった所に追い討ちの右フック連打で更にダウンを喫し、パウンドでTKO負け。

#### 2020年

##### マクレガー vs. セラーニ
2020年1月18日、UFC 246で元UFCニ階級制覇王者でライト級ランキング4位のコナー・マクレガーとウェルター級契約で対戦。開始直後に左ハイキックでぐらつき、追撃のパンチ連打でダウンを奪われパウンドで僅か40秒のTKO負け。
2020年5月9日、UFC 249でウェルター級ランキング15位のアンソニー・ペティスと約7年半ぶりに再戦し、0-3の判定負け。4連敗となった。
2020年9月19日、UFC Fight Night: Covington vs. Woodleyでニコ・プライスと対戦し、1-0（29-27、28-28、28-28）の判定ドローとなったが、薬物検査でプライスからマリファナの陽性反応が出たため、ノーコンテストに裁定が変更された。

#### 2022年
2022年7月2日、UFC 276でジム・ミラーと約8年ぶりに再戦し、ギロチンチョークで2R一本負け。試合後に引退を発表した。

## ファイトスタイル
ムエタイのバックボーンと長身を生かし、中間距離では前蹴りやハイなどの蹴り技と、シャープなジャブを使い、近距離では膝を使う。先手をとって距離を制するのが得意とするスタイルであるが、ハファエル・ドス・アンジョスとの2戦目のように一発をもらって畳みかけられると脆さを見せ立て直せず負けてしまうことがある。
グラウンドも得意で、長い足を生かしたガードポジションからの三角絞めを得意としており、アレックス・オリベイラ戦ではマウントからの三角絞めを用いるなど、スタンドだけでなくグラウンドにおいても魅せる戦いをする。

## 人物・エピソード
- ウェイクボードやロッククライミング、乗馬、狩猟を趣味とし、2013年にロッククライミング中に事故になりかけた事もある[11][12]。
- トレーニングジムやオクタゴンを備えた、トップファイターもトレーニングに訪れる約40エーカー(160,000㎡)の広大な敷地の農場に住んでいる[13][14]。
- バドワイザーとスポンサー契約を結んでおり、それが縁でバドワイザーがスポンサーを務めるNASCARドライバーのケヴィン・ハーヴィックがセラーニのマネジメントを担当している[15]。
- コナー・マクレガーと対戦したUFC 246では、バドワイザーがセラーニをデザインした特別仕様の缶ビールを発売した[16][17]。
- 2018年、約11年間所属してきたジャクソンズMMAのコーチであるマイク・ウィンケルジョンと対立し、そのままジャクソンズMMAを離脱した。セラー二はウィンケルジョンについて「コーチ業よりもお金のことしか考えていない」とコメントしている[18]。
- 2018年と2020年に、ガールフレンドとの間に男児を設けている。

## 戦績

### 総合格闘技
| 総合格闘技 戦績 | 総合格闘技 戦績 | 総合格闘技 戦績 | 総合格闘技 戦績 | 総合格闘技 戦績 | 総合格闘技 戦績 | 総合格闘技 戦績 |
| --------------- | --------------- | --------------- | --------------- | --------------- | --------------- | --------------- |
| 54 試合         | (T)KO           | 一本            | 判定            | その他          | 引き分け        | 無効試合        |
| 36 勝           | 10              | 17              | 9               | 0               | 0               | 2               |
| 17 敗           | 8               | 2               | 7               | 0               | 0               | 2               |

| 勝敗 | 対戦相手                     | 試合結果                                 | 大会名                                                                  | 開催年月日     |
| ×    | ジム・ミラー                 | 2R 1:32 ギロチンチョーク                 | UFC 276: Adesanya vs. Cannonier                                         | 2022年7月2日   |
| ×    | アレックス・モロノ           | 1R 4:40 TKO（スタンドパンチ連打）        | UFC on ESPN 24: Rodriguez vs. Waterson                                  | 2021年5月8日   |
| ー   | ニコ・プライス               | ノーコンテスト（プライスの薬物検査失格） | UFC Fight Night: Covington vs. Woodley                                  | 2020年9月19日  |
| ×    | アンソニー・ペティス         | 5分3R終了 判定0-3                        | UFC 249: Ferguson vs. Gaethje                                           | 2020年5月9日   |
| ×    | コナー・マクレガー           | 1R 0:40 TKO（パウンド）                  | UFC 246: McGregor vs. Cowboy                                            | 2020年1月18日  |
| ×    | ジャスティン・ゲイジー       | 1R 4:18 TKO（右フック→パウンド）         | UFC Fight Night: Cowboy vs. Gaethje                                     | 2019年9月14日  |
| ×    | トニー・ファーガソン         | 2R終了時 TKO（ドクターストップ）         | UFC 238: Cejudo vs. Moraes                                              | 2019年6月8日   |
| ○    | アル・アイアキンタ           | 5分5R終了 判定3-0                        | UFC Fight Night: Iaquinta vs. Cowboy                                    | 2019年5月4日   |
| ○    | アレクサンダー・ヘルナンデス | 2R 3:43 TKO（右ハイキック→パウンド）     | UFC Fight Night: Cejudo vs. Dillashaw                                   | 2019年1月19日  |
| ○    | マイク・ペリー               | 1R 4:46 腕ひしぎ逆十字固め               | UFC Fight Night: Korean Zombie vs. Rodríguez                            | 2018年11月10日 |
| ×    | レオン・エドワーズ           | 5分5R終了 判定0-3                        | UFC Fight Night: Cowboy vs. Edwards                                     | 2018年6月23日  |
| ○    | ヤンシー・メデイロス         | 1R 4:58 TKO（パウンド）                  | UFC Fight Night: Cowboy vs. Medeiros                                    | 2018年2月18日  |
| ×    | ダレン・ティル               | 1R 4:20 TKO（パウンド）                  | UFC Fight Night: Cowboy vs. Till                                        | 2017年10月21日 |
| ×    | ロビー・ローラー             | 5分3R終了 判定0-3                        | UFC 214: Cormier vs. Jones 2                                            | 2017年7月29日  |
| ×    | ホルヘ・マスヴィダル         | 2R 1:00 TKO（スタンドパンチ連打）        | UFC on FOX 23: Shevchenko vs. Pena                                      | 2017年1月28日  |
| ○    | マット・ブラウン             | 3R 0:34 KO（左ハイキック）               | UFC 206: Holloway vs. Pettis                                            | 2016年12月10日 |
| ○    | リック・ストーリー           | 2R 2:02 TKO（膝蹴り→パウンド）           | UFC 202: Diaz vs. McGregor 2                                            | 2016年8月20日  |
| ○    | パトリック・コーテ           | 3R 2:35 TKO（右フック→パウンド）         | UFC Fight Night: MacDonald vs. Thompson                                 | 2016年6月18日  |
| ○    | アレックス・オリベイラ       | 1R 2:33 三角絞め                         | UFC Fight Night: Cowboy vs. Cowboy                                      | 2016年2月21日  |
| ×    | ハファエル・ドス・アンジョス | 1R 1:06 TKO（パウンド）                  | UFC on FOX 17: dos Anjos vs. Cowboy 2 【UFC世界ライト級タイトルマッチ】 | 2015年12月19日 |
| ○    | ジョン・マクデッシ           | 2R 4:44 TKO（左ハイキック）              | UFC 187: Johnson vs. Cormier                                            | 2015年5月23日  |
| ○    | ベン・ヘンダーソン           | 5分3R終了 判定3-0                        | UFC Fight Night: McGregor vs. Siver                                     | 2015年1月18日  |
| ○    | マイルズ・ジュリー           | 5分3R終了 判定3-0                        | UFC 182: Jones vs. Cormier                                              | 2015年1月3日   |
| ○    | エディ・アルバレス           | 5分3R終了 判定3-0                        | UFC 178: Johnson vs. Cariaso                                            | 2014年9月27日  |
| ○    | ジム・ミラー                 | 2R 3:31 KO（右ハイキック→パウンド）      | UFC Fight Night: Cowboy vs. Miller                                      | 2014年7月16日  |
| ○    | エジソン・バルボーザ         | 1R 3:15 リアネイキドチョーク             | UFC on FOX 11: Werdum vs. Browne                                        | 2014年4月19日  |
| ○    | アドリアーノ・マルチンス     | 1R 4:40 KO（右ハイキック）               | UFC on FOX 10: Henderson vs. Thomson                                    | 2014年1月25日  |
| ○    | エヴァン・ダナム             | 2R 3:49 三角絞め                         | UFC 167: St-Pierre vs. Hendricks                                        | 2013年11月16日 |
| ×    | ハファエル・ドス・アンジョス | 5分3R終了 判定0-3                        | UFC Fight Night: Condit vs. Kampmann 2                                  | 2013年8月28日  |
| ○    | KJ・ヌーンズ                 | 5分3R終了 判定3-0                        | UFC 160: Velasquez vs. Bigfoot 2                                        | 2013年5月25日  |
| ×    | アンソニー・ペティス         | 1R 2:35 TKO（左ミドルキック）            | UFC on FOX 6: Johnson vs. Dodson                                        | 2013年1月26日  |
| ○    | メルヴィン・ギラード         | 1R 1:16 KO（右ストレート）               | UFC 150: Henderson vs. Edgar 2                                          | 2012年8月11日  |
| ○    | ジェレミー・スティーブンス   | 5分3R終了 判定3-0                        | UFC on Fuel TV 3: Korean Zombie vs. Poirier                             | 2012年5月15日  |
| ×    | ネイト・ディアス             | 5分3R終了 判定0-3                        | UFC 141: Lesner vs. Overeem                                             | 2011年12月30日 |
| ○    | デニス・シヴァー             | 1R 2:22 リアネイキドチョーク             | UFC 137: Penn vs. Diaz                                                  | 2011年10月29日 |
| ○    | チャールズ・オリベイラ       | 1R 3:01 TKO（パウンド）                  | UFC Live: Hardy vs. Lytle                                               | 2011年8月14日  |
| ○    | ヴァグネル・ホシャ           | 5分3R終了 判定3-0                        | UFC 131: dos Santos vs Carwin                                           | 2011年6月11日  |
| ○    | ポール・ケリー               | 2R 3:48 リアネイキドチョーク             | UFC 126: Silva vs. Belfort                                              | 2011年2月5日   |
| ○    | クリス・ホロデッキー         | 2R 2:43 三角絞め                         | WEC 53: Henderson vs. Pettis                                            | 2010年12月16日 |
| ○    | ジェイミー・ヴァーナー       | 5分3R終了 判定3-0                        | WEC 51: Aldo vs. Gamburyan                                              | 2010年9月30日  |
| ×    | ベン・ヘンダーソン           | 1R 1:57 ギロチンチョーク                 | WEC 48: Aldo vs. Faber 【WEC世界ライト級タイトルマッチ】                | 2010年4月24日  |
| ○    | エド・ラトクリフ             | 3R 3:47 リアネイキドチョーク             | WEC 45: Cerrone vs. Ratcliff                                            | 2009年12月19日 |
| ×    | ベン・ヘンダーソン           | 5分5R終了 判定0-3                        | WEC 43: Cerrone vs. Henderson 【WEC世界ライト級暫定王座決定戦】         | 2009年10月10日 |
| ○    | ジェームス・クラウス         | 1R 4:38 リアネイキドチョーク             | WEC 41: Brown vs. Faber 2                                               | 2009年6月7日   |
| ×    | ジェイミー・ヴァーナー       | 5R 1:58 負傷判定1-2                      | WEC 38: Varner vs. Cerrone 【WEC世界ライト級タイトルマッチ】            | 2009年1月25日  |
| ○    | ロブ・マックロー             | 5分3R終了 判定3-0                        | WEC 36: Faber vs. Brown                                                 | 2008年11月5日  |
| ○    | ダニー・カスティーリョ       | 1R 1:30 腕ひしぎ十字固め                 | WEC 34: Faber vs. Pulver                                                | 2008年6月1日   |
| －   | ケネス・アレクサンダー       | 1R 0:56 無効試合（薬物検査失格）         | WEC 30: McCullough vs. Crunkilton                                       | 2007年9月5日   |
| ○    | 金原泰義                     | 2R 2:46 三角絞め                         | CAGE FORCE 03                                                           | 2007年6月9日   |
| ○    | アンソニー・ヌジョクアニ     | 1R 4:30 三角絞め                         | Ring of Fire 29: Aftershock                                             | 2007年4月28日  |
| ○    | ライアン・ロバーツ           | 1R 1:49 腕ひしぎ十字固め                 | Ring of Fire 28: Evolution                                              | 2007年2月16日  |
| ○    | ジェシー・ブロック           | 1R 1:35 三角絞め                         | Ring of Fire 26: Relentless                                             | 2006年9月9日   |
| ○    | クレイグ・テナント           | 1R 1:26 腕ひしぎ十字固め                 | Ring of Fire 24: Integrity                                              | 2006年6月17日  |
| ○    | クルーズ・チャコン           | 2R 2:25 三角絞め                         | ACF: Genesis                                                            | 2006年2月24日  |
| ○    | ネイト・モーア               | 1R 1:42 三角絞め                         | Ring of Fire 21: Full Blast                                             | 2006年2月11日  |

### キックボクシング
- 29戦28勝1分

## 獲得タイトル
- ISKAコロラド州ミドル級王座（2004年）
- S1全米ライト級王座（2006年）

## 表彰
- ブラジリアン柔術 黒帯
- ガイドージュツ 黒帯
- UFC ファイト・オブ・ザ・ナイト（6回）
- UFC ノックアウト・オブ・ザ・ナイト（3回）
- UFC サブミッション・オブ・ザ・ナイト（2回）
- UFC パフォーマンス・オブ・ザ・ナイト（7回）
- UFC殿堂入り（2023年）
- WEC ファイト・オブ・ザ・ナイト（5回）
- SHERDOG ラウンド・オブ・ザ・イヤー（2008年）
- SHERDOG ファイト・オブ・ザ・イヤー（2009年）
- スポーツ・イラストレイテッド ファイト・オブ・ザ・イヤー（2009年）